# Christophe Mengin

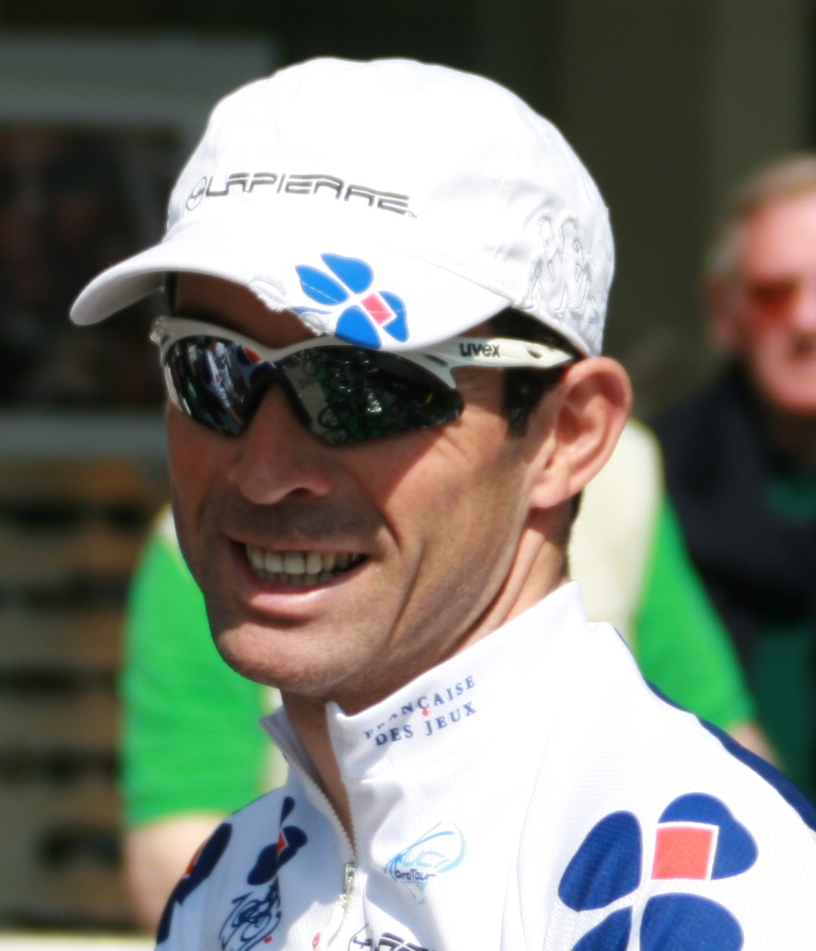
Christophe Mengin (2008)

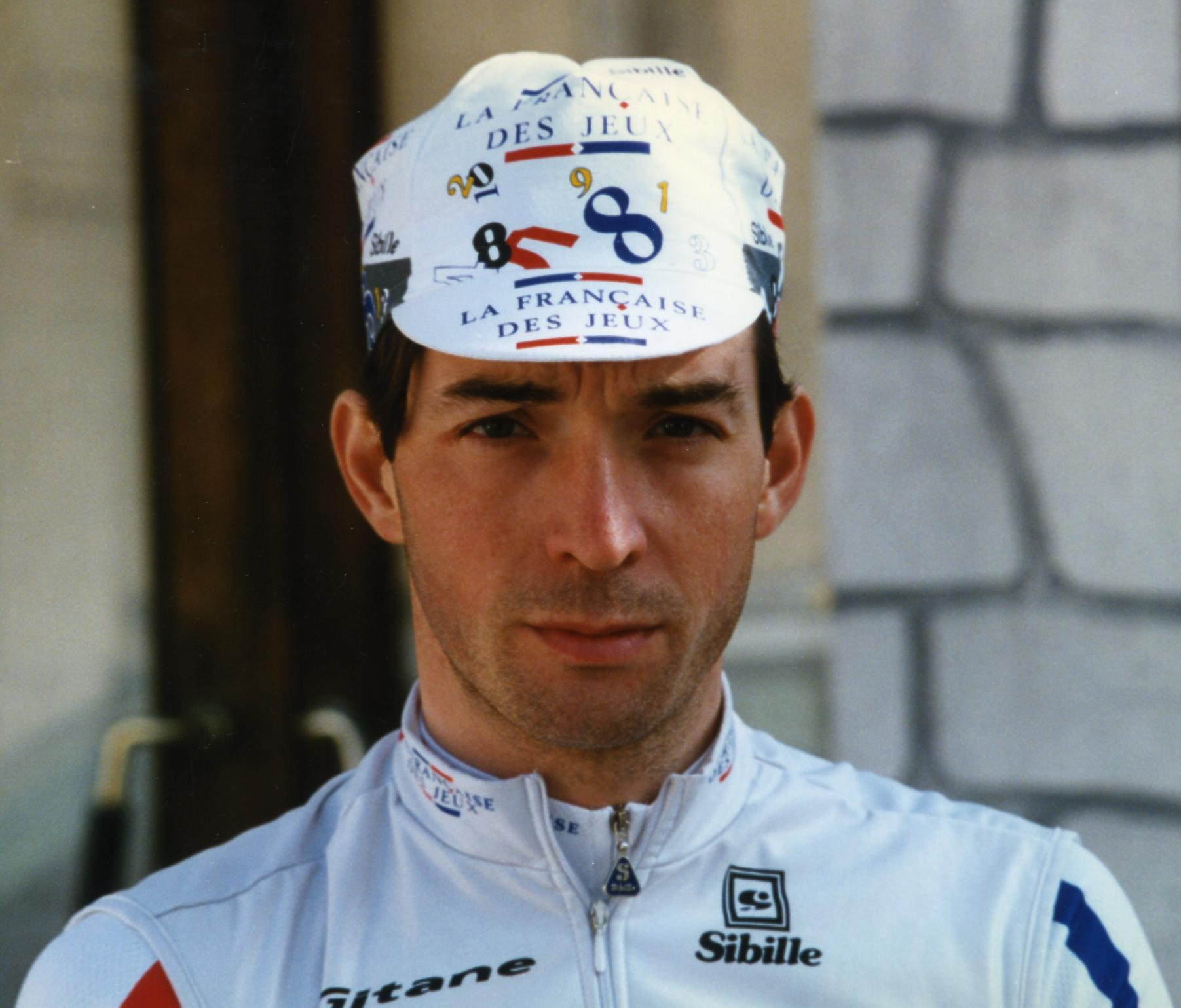
Christophe Mengin (1997)

Christophe Mengin (* 3. September 1968 in Cornimont) ist ein ehemaliger französischer Radrennfahrer.
1988 konnte er mit dem Gewinn der nationalen Meisterschaft im Querfeldeinrennen der Klasse U23 einen ersten größeren Erfolg feiern. 1991 gewann er das Rennen Isle of Man International (auch Manx Trophy), das damals das bedeutendste internationale Amateurrennen in Großbritannien war.
Mengin wurde 1994 im Alter von 25 Jahren erst recht spät Profi und fuhr auch die ersten drei Jahre nur bei kleineren Mannschaften. 1997 wechselte er dann zu La Française des Jeux, wo er bis 2008 fuhr. In seinem ersten Jahr bei seiner neuen Mannschaft gewann er gleich eine Etappe bei den Drei Tagen von De Panne und war erfolgreich auf der 16. Etappe der Tour de France 1997 von Morzine nach Fribourg in der Schweiz. Weitere Erfolge des Franzosen waren Siege bei GP Ouest France-Plouay, Grand Prix Cholet-Pays de la Loire und eine Etappe bei der Castilla y Leon. Bei der Tour de France 2005 stürzte er auf der 6. Etappe in Nancy als Führender in der letzten Kurve 400 m vor dem Ziel und musste zwei Tage später aufgeben. Nach Ende der Saison 2008 hat Mengin seine Karriere beendet.